# Расстрел каравана судов у острова Матвеев
Расстрел каравана судов у Матвеева острова в Баренцевом море 17 августа 1942 года стал результатом атаки германской подводной лодки U-209 на невооружённый караван советских судов, выполнявший рейс в интересах НКВД. Артиллерийским огнём и торпедами было потоплено и выведено из строя 4 из 5 судов каравана, погибло 305 гражданских моряков и пассажиров, большинство последних составляли заключённые Югорлага (строительства-300).

## Ход событий
25 июля 1942 года буксирный пароход «Комсомолец» с баржей «Литер-Ш» вышел из Нарьян-Мара для снятия груза с парохода «Вытегра», севшего на мель в октябре 1941 года в районе озера Песчанка близ губы Колоколкова, между посёлками Тобседа и Ходовариха. С той же целью из Хабарово был направлен находившийся в ведении Югорлага буксирный пароход «Норд» с баржей «П-4». Основной задачей была разгрузка с «Вытегры» горючего, необходимого для своевременного пуска в эксплуатацию рудника в Амдерме. Общее руководство морской частью операции осуществлял капитан морского порта Нарьян-Мар Александр Сергеевич Козловский. Сняв с «Вытегры» основную часть груза, что облегчило снятие парохода с мели, караван направился в Амдерму. Оттуда после частичной разгрузки перешёл в Хабарово, где разгрузил остаток груза с «Вытегры» и принял на борт новый груз (имущественно-материальные ценности Югорлага) и пассажиров, большинство которых было заключёнными Югорлага. Также в состав каравана был включён неисправный буксирный пароход «Комилес», находившийся в Хабарово в ожидании отправки на ремонт.
16 августа 1942 года незадолго до полуночи караван вышел из Хабарова в Нарьян-Мар. Головным шёл «Комсомолец», буксирующий баржу «П-4», на которой находилось 267 человек, в том числе 247 заключённых Югорлага. Остальные были охранниками Югорлага (не менее 15 человек), вольнонаёмными сотрудниками и членами экипажа. Следом двигался «Норд», буксирующий неисправный буксирный пароход «Комилес» и гружёную имуществом баржу «Литер-Ш». На судах каравана находились и другие пассажиры: местные жители, среди которых были направлявшиеся на фронт призывники; вольнонаёмные сотрудники Югорлага, освободившиеся из заключения лица.
Караван не имел никакого вооружения и двигался со скоростью 6 узлов. Он следовал без охранения: хотя подобные переходы формально были запрещены, они практиковались ввиду отсутствия в распоряжении командования укрепрайона охранных судов.

### Расстрел каравана
17 августа в 04:15 дымы каравана были замечены немецкой подводной лодкой U-209 под командованием капитана-лейтенанта Генриха Бродды. Лодка приблизилась в подводном положении, в 06:26 всплыла и приготовилась открыть артиллерийский огонь. В это время караван находился примерно в 2 милях к северу от острова Матвеева. Первой целью U-209 стала баржа «П-4» из головного буксирного состава. К 07:00 баржа была подожжена, её пассажиры, спасаясь от огня и снарядов, прыгали за борт. Немцы приняли их за советских солдат (по мнению А. А. Сергеева — из-за форменных телогреек, которые носили и заключённые), что подтверждается последующим сообщением Генриха Бродды о потоплении баржи с примерно 300 солдатами на борту.
Буксирный пароход «Комсомолец» попытался скрыться, но был обстрелян из орудия и загорелся. Немцы сочли, что он затонул, но на самом деле «Комсомольцу» удалось выброситься на берег у северной оконечности острова Матвеева.
В 07:10—07:15 подводная лодка выпустила две торпеды по остававшейся на плаву барже «П-4» с расстояния 600 метров, но по неустановленной причине ни одна из них в цель не попала. U-209 оставила горящую баржу, решив преследовать второй буксирный состав. Тем временем, «Норд» поставил «Комилес» и «Литер-Ш» на якорь вблизи от берега острова Матвеева, а сам обошёл остров с запада и скрылся, взяв курс на Югорский Шар.
В 08:00 U-209 приблизилась к стоящим судам и потопила «Комилес» артиллерийским огнём. Выжившие члены его команды сумели добраться до острова. Выпущенная в 08:05 с расстояния 300 метров по «Литер-Ш» торпеда не взорвалась, в 08:10 немцы вновь открыли артиллерийский огонь и потопили «Литер-Ш», истратив на это весь остаток снарядов к 88-мм орудию.
В 08:15 подводная лодка взяла курс к горящей барже «П-4» и погрузилась на перископную глубину. В 09:20 U-209 выпустила по барже очередную торпеду с дистанции 320 метров. На этот раз торпеда сработала, и баржа затонула.

### Спасательная операция
Около 09:20 информация о нападении была получена в Хабарово. Тральщики ТЩ-54 и ТЩ-62 под общим командованием капитана 3 ранга Королева выдвинулись в район происшествия.
В 11:00 тральщики заметили к югу от себя буксир «Норд», сблизившись с ним, узнали ситуацию и полным ходом пошли к Матвееву острову, приказав «Норду» идти следом. К 15:00 они прибыли на место потопления «П-4», подобрали двух выживших со шлюпки и два тела погибших из воды. Затем «Норд» снял с острова спасшихся с «Комсомольца», «Комилеса» и «Литер-Ш». В 19:50 тральщики и «Норд» направились в Хабарово, куда прибыли в 02:40 18 августа. В общей сложности было спасено 23 человека (в это число не входит команда буксира «Норд»).
Полных сведений о спасённых нет, известно что в их число входили 2 заключённых (единственные выжившие с баржи «П-4»), 5 человек из команды «Комсомольца», члены команд «Комилеса» и баржи «Литер-Ш».

## Потери
Буксир «Комилес», баржи «Литер-Ш» и «П-4» были потоплены. Буксир «Комсомолец» выбросился на берег острова Матвеева и пострадал от пожара. Он был снят с мели 14 августа 1944 года и после капитального ремонта принят в эксплуатацию 20 июня 1945 года.
По данным бюро Архангельского обкома ВКП(б), на уничтоженных судах каравана погибло 305 человек: 17 человек судовой команды, 17 местных жителей, 23 вольнонаёмных сотрудника Югорлага, 245 заключённых и 3 человека освобождённых из заключения.
Материальный ущерб в связи с потерей груза баржи «Литер-Ш» составил до трёх миллионов рублей.

## Ведение огня по спасающимся
Советские документы и исторические работы утверждают, что немецкие подводники вели огонь по спасавшимся людям из пулемётов (в некоторых источниках — и из автоматов). Считается, что об этом сообщили двое спасшихся с баржи «П-4», подобранные тральщиками со шлюпки. Однако современный историк А. А. Сергеев скептически относится к данным утверждениям, поскольку личности свидетелей в советских публикациях не уточняются, а в немецких документах, посвящённых данному боевому эпизоду, о подобных действиях не упоминается, и по мнению Сергеева они не характерны как для командира подлодки U-209 Генриха Бродды, так и для немецких подводников в целом. Прим. Одним из заключенных, спасшимся во время этой трагедии был мой родной дед М.Ф. Байкалов 1902 г.р. Он родился в с. Монок Минусинского уезда в семье казака. Ныне это с. Большой Монок Бейского района РХ. В 30-е был дважды репрессирован  по ст. 58 -10. (первый арест   был в 1933 и во второй раз был осужден в 1937 г.г.). По его воспоминаниям, немцы с подводной лодки действительно вели огонь по находящимся в воде людям. В основной массе это были заключенные, которых перевозили на новое место для ведения работ в порту. Ему удалось спастись только потому, что после того, как он оказался в воде, неподалеку от него он увидел шлюпку, к которой он и поплыл. С большим трудом  ему удалось забраться в плавсредство.  В шлюпке он увидел нескольких мертвых тел. Немцы, как только замечали какое-то движение, так сразу открывали огонь по людям. Стреляли они до тех пор, пока у них не закончились патроны. По его рассказам, ему приходилось постоянно вычерпывать воду из шлюпки. Вместе с ним в заключении находился его старший брат В.Ф. Байкалов, 1900 г.р. также уроженец с. Монок Минусинского уезда.  Со слов моего деда, его брат погиб во время этой трагедии.

## Память
- В ноябре 1968 года в Нарьян-Маре, у здания управления морского порта на улице Сапрыгина, был открыт памятник экипажу буксирного парохода «Комсомолец»[22]. В 2020 году памятник перенесли в парк Победы[23].
- Затонувший буксирный пароход «Комилес» внесён в перечень подводных объектов культурного наследия России[24].

## Комментарии
1. ↑  Наименование по статье М. М. Коловангиной, ссылающейся на постановление Ненецкого ОК ВКП(б) от 25 июля 1942 года об отправке судов на разгрузку парохода «Вытегра»[1]. В других публикациях встречаются иные названия: «литер III»[2], «лихтер Ш-500»[3], «лихтер Ш»[4], «баржа П-3»[5].
2. ↑  Здесь и далее используется московское время (UTC+3). Оно отличается от берлинского времени, которое может встречаться в публикациях, основанных на немецких документах, на +1 час.
3. ↑  Считается, что сообщение о нападении вражеской подлодки успела передать радистка «Комсомольца» Александра Кожевина[16].
4. ↑  Одним из спасшихся был помощник командира «Комилеса» Виктор Александрович Попов[18].
5. ↑  Шкипер Константин Клавдиевич Шевелев, его жена и один матрос. Н. Семьин называет их членами команды «Комилеса»[19], но по-видимому это ошибка, поскольку из других источников известно, что К. К. Шевелев был шкипером баржи «Литер-Ш»[18][2].
6. ↑  Очевидно, включая охранников.